# Ojuela
Ojuela es un poblado abandonado ubicado en Durango, México,  que se encuentra enclavado entre dos grandes cerros, donde estuvo ubicada una mina y el lugar de vivienda de los trabajadores de la misma, que fue abandonada posteriormente.
Ojuela se ubica a escasos 15 minutos al este de Mapimí, por un camino empedrado y de terracería, está al extremo norte del estado de Durango, aproximadamente a una hora de Torreón y de Gómez Palacio.

## Clima
En la mayor parte del municipio predomina un clima semicálido y semiseco, influyendo, en gran forma para ello, el Bolsón de Mapimí, la gran parte desértica que predomina en el municipio.

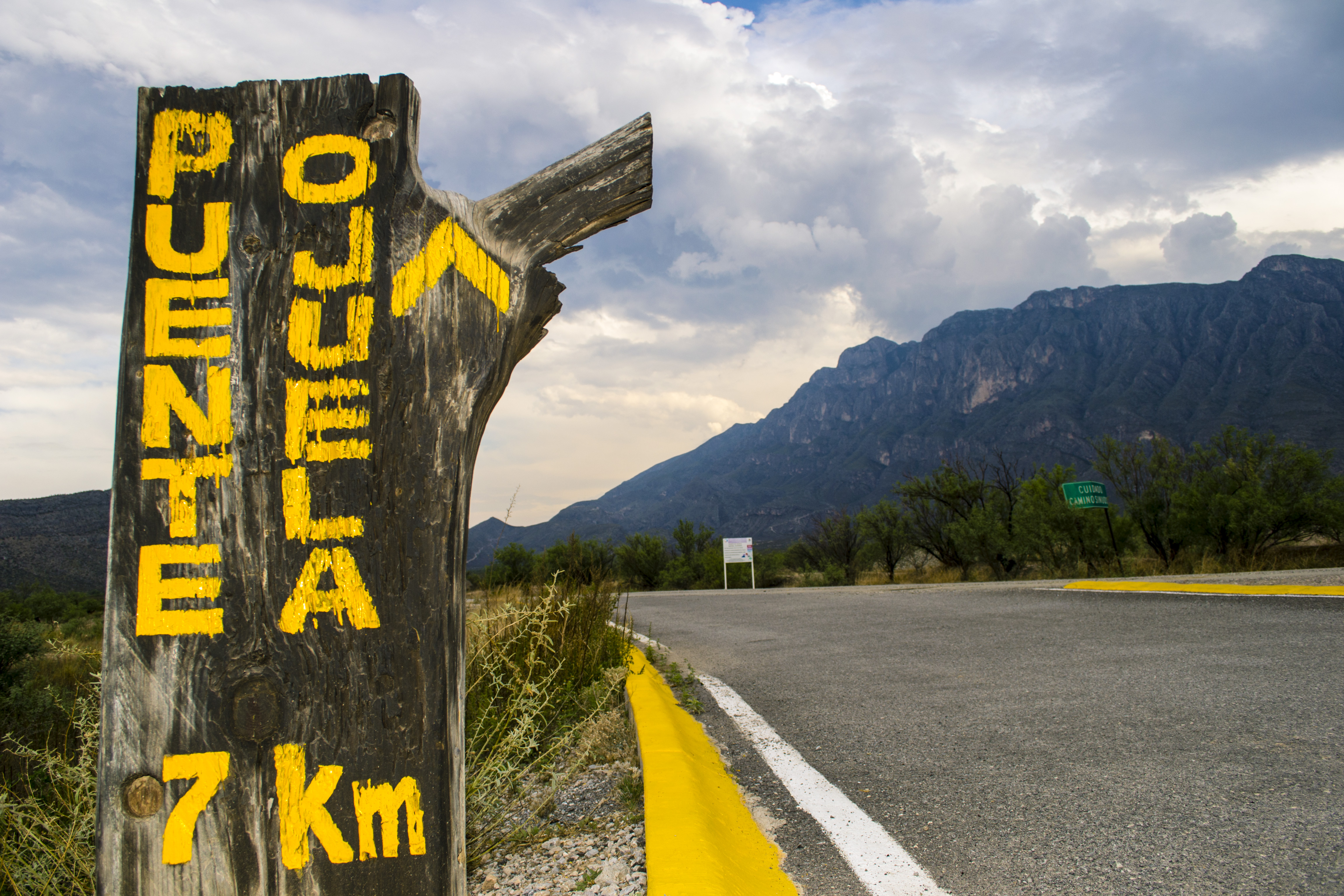

## Historia
El poblado debe su nombre al conquistador español Francisco de Ojuela, quien descubrió la riqueza mineral del lugar. Durante la colonia, se extraían oro, plata, zinc y manganeso. Que dieron gran prosperidad a Ojuela.
Para la segunda mitad del siglo XIX Ojuela fue toda una ciudad, bien trazada y organizada en las cimas de las barrancas, con los servicios y comodidades que requería una población moderna de la época, con sus calles empedradas. La población, de 5,083 habitantes, tendía a rivalizar con la de la villa de Mapirní que era de 8,204. 
Lamentablemente, la gran época de bonanza disminuyó y acabó debido a diversos factores que se argumentaron por parte de la minera: el agotamiento de las vetas; la inundación de las minas (se decía que ahí estaba la riqueza pero que era imposible sacarla, que resolver el problema representaba un alto costo para la compañía, porque el bombeo de uno de los tiros más inundados, consistía en sacar 27 metros cúbicos de agua por minuto y en aquel tiempo resultaba muy oneroso). Desde los años veinte empezaron los reajustes de personal, y así, cada año había un reajuste. Muchos trabajadores mineros y sus familias emigraron. El rumor era evidente de que la bonanza había terminado. En efecto, para 1930, el molino estaba desmontado, y el 1 de julio de 1931, fue liquidado el grueso de los trabajadores. Con ello; concluía la explotación en el mineral. Las calles del pueblo de Ojuela, templo, tiendas, casino, canchas de tenis y hasta albercas, quedaron a merced de la erosión y el olvido.

## Mina la Ojuela
En 1599, un sacerdote jesuita Servando de Ojuelos, descubrió la famosa mina que después llevaría su nombre "Ojuela" y que daría fama a la minería en la región." Según la versión de Alonso de la Mota y Escobar, viajero que cruzó por esa vasta región, y quien nos dejara un valioso testimonio de la época, para principios del siglo XVII, el mineral de Mapimí ya se encontraba en explotación." y ésta así siguió, siempre a cargo de españoles.  El equipo de técnicos y administradores lograría que el mineral de Mapimí y en especial Ojuela constituyeran una de las bonanzas más grandes de México. Ojuela era la reina de las minas en la región, por ser un depósito con una inmensa riqueza en carbonatos de plomo, con oro y plata. La minera Peñoles adquiere la mina para 1891 y desarrolló los trabajos de exploración y explotación a 650 metros de profundidad, y todavía iría mucho más hacia abajo. La organización de la explotación del mineral de Ojuela, en su género, fue única en México.
En el año de 1927 adquiere fama mundial al ser visitada por el mineralogista W.F, Foshag; actualmente en esta mina se han encontrado 117 especímenes minerales entre los que destacan Adamita, Legrandita y Kottigita.
Siendo considerada como una de las más importantes en el Estado de Durango, actualmente se encuentra en explotación a baja escala beneficiando minerales de plata, plomo y zinc. 

## Puente

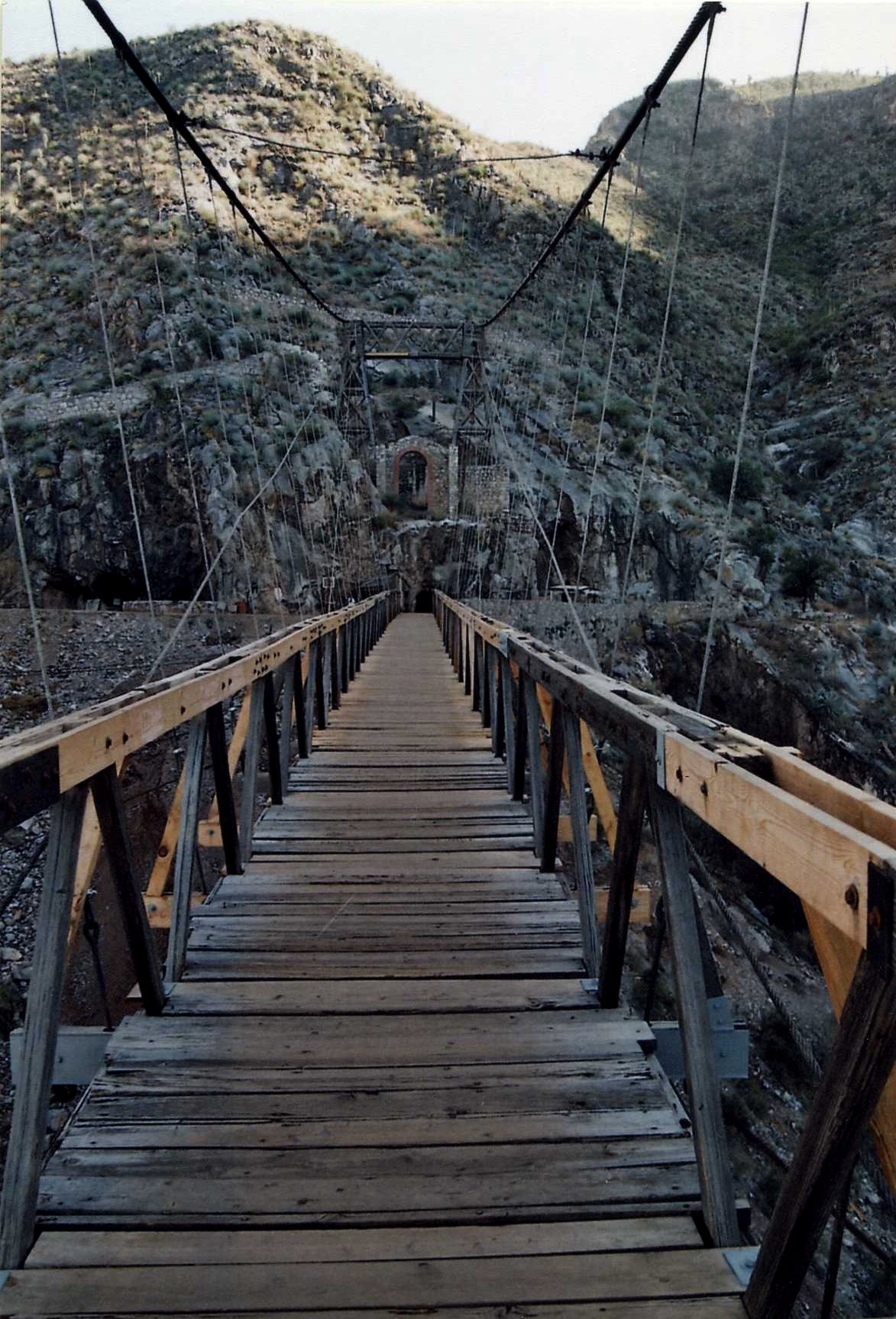
Vista sobre el puente La Ojuela.

Para ascender a la mina, el ingeniero alemán Santiago Minhguin construyó, en 1892, el famoso puente colgante de Ojuela, una notable obra de ingeniería que mide 336 m de largo y tiene 1,83 m de ancho; significando un peso de más de 112 toneladas, suspendido sobre la barranca, entre el "Campo Sur" y "Ojuela", separados por un abismo de 180 m de profundidad. El puente se sostiene por inmensas torres de acero forradas de madera y por seis cables también de acero.
Su majestuosa presencia en medio del paisaje árido es el principio de un viaje por los túneles la mina de Santa Rita que desembocan en un balcón natural donde se aprecian las bellas tonalidades desérticas del bolsón de Mapimí, sede de la enigmática Zona del Silencio, que Durango comparte con Chihuahua y Coahuila.
Para 1992, considerado una maravilla de la ingeniería, los programas de rescate cambiarían las torres y demás complementos del Puente.
Diversas instituciones desarrollan proyectos de investigación científica y los pobladores de la región participan en la protección y conservación de esta joya arquitectónica y del medio natural que lo rodea.

## Economía
En el periodo 2007-2010 se creó la Sociedad de Producción Rural (SPR) "Mapimi y Ojuela " encargada del ahora complejo , implementó un reglamento para que un Consejo de Administración se integrara por un grupo de guías turísticos, veladores, encargados de caseta, director operativo, etc.
Se tiene un proyecto de Hotel (Hotel Boutique) pero está lejos de hacerse realidad debido a que la mina es propiedad de una empresa, con la cual no se ha llegado a un acuerdo.
En 2014 se tuvo un aproximado de 11 mil visitas; la mayoría en Semana Santa, verano y época navideña. Este turismo se ha ido incrementando 60 por ciento desde que Mapimí es pueblo mágico.

## Ferrocarril
Operó en Mapimí a finales del siglo XIX y principios del siglo XX, que se usaba para apoyar la minería de Ojuela y la fundición de Mapimí, y secundariamente el transporte de pasajeros.
La compañía Minera de Peñoles se formó en 1887. Más tarde se hizo cargo de una pequeña operación en una mina conocida como La Ojuela en el estado de Durango. Ojuela se encuentra en lo alto de una montaña sobre el pueblo de Mapimí, a unos 40 kilómetros al norte de Torreón. El desarrollo moderno comenzó a partir de 1896, ya en la época del Porfiriato. La fundidora de Mapimí era una empresa muy grande. En 1910 había seis altos hornos cada uno capaz de procesar 150 toneladas de mineral al día.
La empresa Peñoles tenía un capital multinacional cuyos accionistas eran predominantemente alemanes. Para 1883 llegó a la región el tren, el Ferrocarril Central Mexicano, que unía a la Ciudad de México con la fronteriza Ciudad Juárez, y por ende, a Estados Unidos, Peñoles vio en el ferrocarril una oportunidad de exportar sus materias primas y productos a aquel país, se necesitó entonces de una eficaz conexión entre Mapimí y la vía del Central. Mapimí había quedado fuera del trazado, aunque una estación había sido establecida en el poblado de Bermejillo, llamado así en honor a José María Bermejillo, quien por cierto, había poseído la mina de Ojuela y sus asociadas tiempo antes que Peñoles.
El gobierno del estado de Durango otorgó una subvención de 1000 pesos por kilómetro construido, para que Peñoles construyera un ramal desde Bermejillo a las proximidades de Mapimí, donde se encontraba la gran fundición de Peñoles, en total fueron 24 kilómetros entre ambas poblaciones y el terreno era llano, salvo un tramo justo antes de Mapimí, técnicamente no presentaba grandes dificultades, se contaba con un puesto de reabastecimiento de agua a unos 9 km de Bermejillo, en un punto conocido como “La Zanja”.
El ancho de la vía, o “trocha” era de 30 pulgadas, o 75 cm, esto convertía al ferrocarril de Mapimí en un ferrocarril de vía angosta, mientras que el ferrocarril Central tenía el ancho “estándar” de 143.5 cm, esto supuso que en la estación de Bermejillo las cargas debieran ser cambiadas de vagón para poder ser trasladadas de una línea a la otra, este problema logístico pudo importar poco a Peñoles, puesto que se contaba con un rico capital producto de lo que se generaba en Ojuela.
En Bermejillo el ferrocarril de Mapimí no sólo se conectaba con el Ferrocarril Central, sino también con un ramal poco conocido hacia Tlahualilo, Dgo, desde donde a su vez, existía un ramal que conectaba este poblado con el Ferrocarril Internacional que desde 1902 iba a Eagle Pass, Texas, lo que le permitía un segundo acceso a Estados Unidos además de Juárez/El Paso.
El ramal a Ojuela tenía unos 10 km de longitud, donde los primeros 5 eran de terreno plano, mientras que la segunda mitad era donde empezaba la pendiente para alcanzar los 300 metros de altura. llegar hasta allí implicaba un gran reto técnico, pues la pendiente era muy acentuada, de entre 9 y 13 grados, para ello se empleó entonces un ferrocarril especial “de cremallera”, en la que además de rieles, la vía dispone de una
serie de engranajes, que embonan con un piñón ubicado bajo la locomotora, este sistema, denominado sistema Abt, permitía a la locomotora afianzarse a la pendiente impidéndole resbalar o caer en caso de detenerse. Este sistema era muy usado en ferrocarriles de montaña, donde hubiera pendientes escarpadas y curvas muy cerradas.
En este punto se construyó una estación conocida como “El Cambio”, un sitio donde los vagones eran desenganchados de las locomotoras “de camino” y se conectaban a la locomotora “de cremallera” para continuar su ascenso hasta la montaña.
Los primeros cinco locomotoras “de camino” fueron ordenadas a la compañía Baldwin entre julio de 1896 y enero de 1898, llevaban un depósito de agua encima de la caldera y un depósito para el carbón incluido en la parte posterior de la locomotora (no en un vagón separado como se estilaba en locomotoras más grandes), los frenos eran operados a mano desde los carros.
Para octubre de 1900 se determinó que las locomotoras no se habían desempeñado como se esperaba, de modo que fueron relegadas al ramal a América II y se ordenaron otras 4 locomotoras más grandes al fabricante Baldwin. Podían correr más rápido sin peligro de descarrilar. Las dos primeras de esta serie aún tenían frenos de mano, pero la tercera fue entregada con frenos de aire.
A pesar de estas locomotoras se veían muy pequeñas, tenían calderas más pesadas y más grandes que algunas locomotoras de vía estándar.
En cuanto a las locomotoras de cremallera, Baldwin entregó 2 entre 1898 y 1900, tenían calderas inclinadas. Contaban con engranaje para adherirse a la cremallera. El cilindro de baja presión estaba por encima del cilindro de alta presión. Ambas locomotoras debían viajar con los vagones enganchados por delante al ascender a la montaña, de modo que iban empujándolos, esto para evitar perder un vagón en caso de desengancharse. Del mismo modo la locomotora echaba reversa para descender de Ojuela. No solo se transportó el mineral, todos los equipos pesados y voluminosos que hubo en la mina fueron llevados por tren.
El ferrocarril tenía un grupo de vagones de carga y de pasajeros, góndolas, plataformas, cisternas, tanques, y lo más interesante, un "coche particular". El vehículo particular era más grande que los coches de pasaje, tenía tejado y una plataforma de observación cerca de un cuarto de la longitud del coche, tal vez más como una terraza, seguramente fue empleado para servicios especiales y ejecutivos. El vehículo particular se utilizaba tanto en la línea principal como en el ramal a Ojuela.
El ferrocarril de Mapimí enumeraba sus horarios en el Manual Oficial de los Ferrocarriles publicado en los Estados Unidos. El tren hacía una hora y media de recorrido, salía a las 5:00 AM de Mapimí, llegando a Bermejillo a las 6:30, desde donde partía a las 8:15 y llegaba de nuevo a Mapimí a las 9:45. Un segundo recorrido se hacía a las 10:45
AM a Bermejillo, llegando a las 12:15 PM, a la 1:15 emprendía el regreso y llegaba a Mapimí a las 2:45 PM. Estas 2 corridas permitían una conexión a buen tiempo con las corridas del Ferrocarril Central, que contaba con un tren diario a Cd. Juárez y otro a la Cd. de México.
Finalmente había una corrida nocturna que partía de Mapimí a las 8:00 PM y llegaba a las 9:30 a Bermejillo, posiblemente durante la noche el tren regresaba a Mapimí para volver a trabajar la mañana siguiente.
Durante la Revolución Mexicana las tropas Villistas tomaron Mapimí, sin embargo, no hubo afectación a las instalaciones de Ojuela o la fundidora en el pueblo, sobre este aspecto, se ha especulado que existía alguna especie de acuerdo verbal, por el cual Pancho Villa no afectaba los intereses alemanes en México, de modo que las minera Peñoles fue relativamente respetada y sus empresarios no tuvieron que proporcionar “préstamos” para la causa, a diferencia de los empresarios norteamericanos.
La fundición en Mapimí se cerró alrededor de 1921 y el mineral de Ojuela empezó a ser trasladado a la fundidora que Peñoles recientemente había instalado en Torreón, Coahuila. La planta de
energía se actualizó en 1925 para alimentar los equipos y las bombas en las minas y puede haber operado hasta 1932 cuando la mina comenzó a inundarse. En 1946 Peñoles suspendió todas las operaciones de Ojuela y la mina se dejó en manos de los trabajadores. El ferrocarril de pasaje empezó a operar irregularmente y todo el sistema fue abandonado probablemente a principios de 1930, después de transportar el equipo sobrante que podía ser reutilizado y desechos de la mina y la fundición.
Pocos vestigios quedan del ferrocarril, hoy en día el trazado a Bermejillo lo ocupa la carretera, sin embargo es posible ver en algunos lugares los terraplenes de la antigua vía, el tramo a Ojuela se convirtió en el acceso de los vehículos al lugar. Las ruinas de la fundición aún se encuentran a la entrada de Mapimí.
|                                |
| Soportes del Puente de Ojuela. |

|                     |
| Tirolesa en Ojuela. |

|                      |
| Interior de la mina. |

|                   |
| Puente de Ojuela. |

|                    |
| Salida de la mina. |

|                                    |
| Construcción abandonada en Ojuela. |